# Philippe Omnès
Philippe Omnès (* 6. srpna 1960, Paříž, Francie) je bývalý francouzský sportovní šermíř, který se specializoval na šerm fleretem.
Francii reprezentoval v osmdesátých a devadesátých letech. Na olympijských hrách startoval v roce 1984], 1988, 1992 a 1996 v soutěži jednotlivců a družstev. V soutěži jednotlivců získal na olympijských hrách 1992 zlatou olympijskou medaili. V roce 1990 získal titul mistra světa v soutěži jednotlivců a v roce 1989 skončil na druhém a v roce 1993 na třetím místě. S francouzským družstvem fleretistů vybojoval na olympijských hrách 1984 bronzovou olympijskou medaili a v roce 1982 a 1987 vybojoval s družstvem druhé místo na mistrovství světa.